# Лејма Гбови
Лејма Гвоби (енгл. Leymah Gbowee; 1. фебруар 1972) либеријска је активисткиња за мир, организаторка мировног покрета који је довео до окончања Другог либеријског грађанског рата 2003. У сарадњи са Елен Џонсон Серлиф, Гбовијеба је утицала да се рат приведе крају, након чега је у Либерији завладао период мира, чиме је омогућено да на наредним изборима 2005. Серлифова буде изабрана за председницу и тиме постане прва жена на челу једне афричке земље.
Заједно са Елен Џонсон Серлиф и Тавакул Карман, Гвобијева је 2011. освојила Нобелову награду за мир „због ненасилне борбе за сигурност жена и женска права за пуно учешће у изградњи мира.“